# معاهدة طرابلس
معاهدة طرابلس (بالإنجليزية: Treaty of Tripoli)‏ أول معاهدة أبرمت بين الولايات المتحدة الأمريكية وإيالة طرابلس الغرب في 4 نوفمبر 1796 وفي الجزائر (كطرف ثالث) عام 1797. تم تقديمها إلى مجلس الشيوخ الأمريكي من قبل الرئيس جون آدامز عام 1797 و التصديق عليها في 10 يونيو من نفس السنة.
اشتهرت هذه الاتفاقية حين أشارت ولأول مرة في تاريخ الولايات المتحدة بأنها ليست دولة مسيحية.
المادة 11 كانت نقطة الخلاف في المنازعات على مبدأ الفصل بين الكنيسة والدولة من حيث انطباقه على المبادئ التي تأسست عليها الولايات المتحدة، حيث يستشهد بها الليبراليون والعلمانيون في الولايات المتحدة بأنها تؤكد أن الولايات المتحدة الأمريكية لم تقم على أساس مسيحي.
| معاهدة طرابلس                       | حيث أن حكومة الولايات المتحدة الأمريكية لم تنشأ، بأي حال من الأحوال، على أساس الدين المسيحي؛ وليس لها في حد ذاتها أى طابع عدائي ضد قوانين أو دين أو سلم المسلمين؛ وحيث أن الولايات لم تدخل أبدا في أي حرب، أو عمل من أعمال العدوان ضد أي شعب مسلم، فقد أعلن الطرفان أن لا ينشأ بسب الآراء الدينية أي انقطاع في الانسجام القائم بين البلدين. | معاهدة طرابلس |
| — ترجمة المادة 11 من إتفاقية طرابلس | |               |

| معاهدة طرابلس | Art. 11. As the Government of the United States of America is not, in any sense, founded on the Christian religion; as it has in itself no character of enmity against the laws, religion, or tranquility, of Mussulmen; and, as the said States never entered into any war, or act of hostility against any Mahometan nation, it is declared by the parties, that no pretext arising from religious opinions, shall ever produce an interruption of the harmony existing between the two countries. | معاهدة طرابلس |

- في خطاب له وجهه إلى العالم الإسلامي في 4 يونيو 2009 من جامعة القاهرة ذكر الرئيس الأمريكي باراك أوباما اتفاقية طرابلس التي وقعها الرئيس الأمريكي جون آدامز، مستشهدا بمقاطع حول كون الولايات المتحدة لا تكن عداء تجاه المسلمين أو دينهم.[2]

رغم ذلك فقد أُستبدلت هذه المعاهدة بمعاهدة السلام والصداقة الموقعة في 4 يوليو 1805 وتم حذف هذه العبارة.